# Arbres d'hiver
Arbres d'hiver (titre original : Winter Trees) est un recueil de poèmes écrit par Sylvia Plath. Il a été publié en 1971, à titre posthume, par son ex-mari et exécuteur testamentaire, Ted Hughes. Pour la publication française, la maison d’édition Gallimard a choisi de réunir Arbres d’hiver et un autre recueil de poèmes de Sylvia Plath, La Traversée. Arbres d'hiver et La Traversée incluent neuf poèmes inédits provenant du texte original du recueil Ariel.

## Contenu
Arbres d'hiver est composé des poèmes suivants :
1. Winter Trees (Arbres d'hiver)
2. Child (Enfant)
3. Brasilia (Brasilia)
4. Gigolo (Gigolo)
5. Childless Woman (Stérile)
6. Purdah (Purdah)
7. The Courage of Shutting-Up (Le courage de se taire)
8. The Other (L'autre)
9. Stopped Dead (Stoppé net)
10. The Rabbit Catcher (Le Braconnier)
11. Mystic (Mystique)
12. By Candlelight (À la bougie)
13. Lyonnesse (Ys)
14. Thalidomide (Thalidomide)
15. For a Fatherless Son (À un enfant sans père)
16. Lesbos (Lesbos)
17. The Swarm (L'Essaim)
18. Mary's Song (L'agneau de Marie)

## Thèmes abordés
Arbres d'hiver réunit des thématiques chères à Sylvia Plath, notamment la solitude, la féminité, la maternité, la mythologie, l'abandon, la naissance et la mort. Mais contrairement à ses autres recueils, celui-ci présente un univers moins manichéen, à l'apparence presque rassurante. Les démons de Sylvia Plath sont pourtant toujours présents, en particulier le rapport compliqué qu'elle entretient avec le fait d'être femme et surtout mère. L'auteure associe aussi régulièrement les notions de corps, d'étrangeté et de vide. Sa sensibilité accrue et la présence importante d'images dans ses poèmes laissent transparaître une forme de passivité face à la violence qui l'envahit.   
Dans sa biographie consacrée à Sylvia Plath, Un galop infatigable, la poétesse et traductrice Valérie Rouzeau déclare à propos de la poésie de Plath : « Je ne peux m'empêcher de songer que l'énergie qui anime les poèmes de Sylvia Plath - non seulement les grands poèmes mais aussi les premiers balbutiements, ses exercices de bonne élève appliquée (telle une enfant qui colorie en ayant grand soin de ne surtout pas « déborder »), son thésaurus ouvert sur les genoux, sous les yeux - est l'énergie-même qu'elle a dû déployer pour rester debout, envers et contre tout, envers et contre tous. Non pas que je pense à des vertus thérapeutiques de l'acte d'écrire, mais plutôt au refus qui le fonde, au refus et à la rage qu'un décompte des syllabes ne maîtrise jamais qu'en apparence, aussi méticuleux soit-il, ce refus et cette rage qui de toute façon débordent des poèmes de Sylvia Plath. ». L'intensité des vers repose donc essentiellement sur le désespoir de Sylvia Plath, les poèmes étant écrits peu de temps avant son suicide. Les couleurs et la nature parsèment les poèmes ainsi que les jeux d'ombre et de lumière, nous intégrant subtilement au microcosme intime d'une auteure fragilisée par la mort de son père, sa relation conflictuelle avec sa mère et l'infidélité de son mari.   

## Citations
Le recueil débute avec le poème éponyme, écrit en 1962. 
| Winter Trees The wet dawn inks are doing their blue dissolve. On their blotter of fog the trees Seem a botanical drawing — Memories growing, ring on ring, A series of weddings. Knowing neither abortions nor bitchery, Truer than women, They seed so effortlessly! Tasting the winds, that are footless, Waist-deep in history — Full of wings, otherworldliness. In this, they are Ledas. O mother of leaves and sweetness Who are these pietàs? The shadows of ringdoves chanting, but easing nothing. | Arbres d'hiver Les lavis bleus de l'aube se diluent doucement. Posé sur son buvard de brume Chaque arbre est un dessin d'herbier — Mémoire accroissant cercle à cercle Une série d'alliances. Purs de clabaudage et d'avortements, Plus vrais que des femmes, Ils sont de semaison si simple ! Frôlant les souffles déliés Mais plongeant profond dans l'histoire — Et longés d'ailes, ouverts à l'au-delà. En cela pareils à Léda. Ô mère des feuillages, mère de la douceur Qui sont ces vierges de pitié ? Des ombres de ramiers usant leur berceuse inutile. |